# أغوستين دوران
أغوستين دوران (بالإسبانية: Agustín Durán) هو صحفي وكاتب إسباني، ولد في 14 أكتوبر 1789 في مدريد في إسبانيا، وتوفي بنفس المكان في 1 ديسمبر 1862.

## وصلات خارجية
- أغوستين دوران على موقع الموسوعة البريطانية (الإنجليزية)